# Инпрекор
«Инпрекор» — название международных новостных и теоретических журналов, издававшихся в разное время Коминтерном и Четвёртым интернационалом.

## Журналы Коминтерна

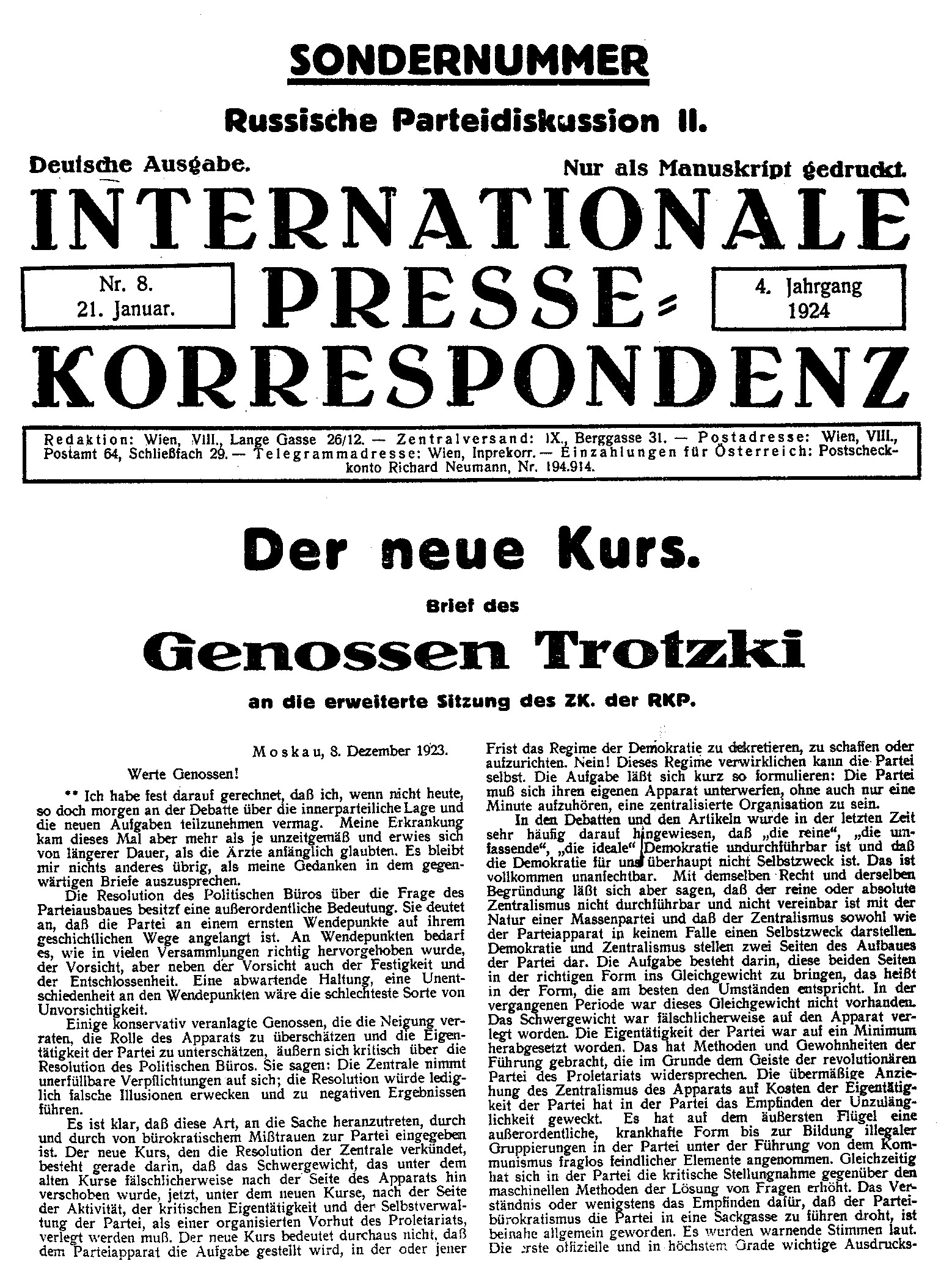
Номер журнала «Inprekorr» с письмом Льва Троцкого «Новый курс» (январь 1924)

Издание «Инпрекора» на нескольких языках началось в 1921 году. Тогда ИККИ принял решение о запуске журнала для печати новостных материалов международного коммунистического движения и официальных документов Коминтерна. Издание выходило на трёх языках — немецком (Inprekorr, Internationale Pressekorrespondenz), английском (Inprecor, International Press Correspondence) и французском (Inprecor, Correspondance de presse internationale). Первоначально редакция «Инпрекора» находилась в Берлине. Затем в 1923 году она была перенесена в Вену, а затем в 1926 году — вновь в Берлин. Редакторами немецкоязычного выпуска являлись — Дьюла Альпари и Август Тальгеймер, англоязычного — Филип Прайс, франкоязычного — Шарль Раппопорт.
После прихода к власти в Германии фашистов в 1933 году редакции выпусков разъехались по разным странам. Немецкая редакция переехала в Швейцарию, где приняла участие в выпуске журнала «Rundschau über Politik, Wirtschaft und Arbeiterbewegung» (Заметки о политике, экономике и рабочем движении), начавшего выходить в Базеле ещё в 1932 году. Затем издание было перенесено в Цюрих, а затем — в Лозанну. Уже в Швейцарии в редакцию в 1933 году был включен известный издатель Тео Пинкус. В 1935 году в связи с давлением швейцарских властей немецкая редакция переехала в Париж. В 1939 году в связи с запретом французскими властями ФКП, редакция переезжает в Швецию, где начинает издавать «Die Welt. Zeitschrift für Politik, Wirtschaft und Arbeiterbewegung» (Мир. Журнал о политике, экономике и рабочем движении). Журнал выходил в Стокгольме до 1943 года.
Английская редакция в 1933 году переехала в Лондон, где продолжала издавать журнал. В 1938 году название журнала меняется на «World News and Views». С 1953 по 1963 год журнал издавался под названием «World Views». После роспуска Коминтерна в 1943 году он выходил как издание Коммунистической партии Великобритании.
Французская редакция находилась с 1933 года в Париже, а затем — в Праге.

## Журналы Четвёртого интернационала

Выпуск франкоязычного журнала «Inprecor», посвящённый 40-летию событий 1968 года (№ 538, май 2008)

На объединительном конгрессе Четвёртого интернационала 1963 года было принято решение о запуске еженедельного новостного и аналитического международного журнала, имеющего англо- и франкоязычную версии, — «World Outlook» и «Perspective mondiale» (Мировое обозрение). Редакция журнала располагалась в Париже, а затем переехала в Нью-Йорк. В его редакционный совет вошли Джозеф Хансен, Пьер Франк и Реба Хансен. Издание двуязычного журнала прекратилось в 1968 году. В том же году в Нью-Йорке Социалистическая рабочая партия (СРП) начала издавать англоязычный журнал «Intercontinental Press». В 1966—1967 годах в Мехико (Мексика) также издавался испаноязычный журнал «Perspectiva mundial».
В начале 1970-х годов Объединённый секретариат Четвёртого интернационала начал выпуск журнала «Инпрекор» на четырёх языках: французском (Inprecor, Correspondance de presse internationale), немецком (Inprekorr, Internationale Pressekorrespondenz), английском (Inprecor, International Press Correspondence) и испанском (Inprecor, Correspondencia de prensa internacional).

### Немецкоязычный журнал
В 1971 году в Штутгарте (Германия) началось издание немецкоязычного журнала «Inprekorr». Его выпускали немецкая и австрийская секции Четвёртого интернационала. Позже его издание перенесено во Франкфурт-на-Майне, затем — в Брюссель, затем — вновь в Штутгарт, затем — вновь во Франкфурт-на-Майне, затем — в Кёльн. В настоящее время издаётся немецкими секциями Четвёртого интернационала, — Революционной социалистической лигой и «Международными социалистическими левыми», австрийской секцией — «Социалистической альтернативой», а также сторонниками ЧИ в Швейцарии. Ответственный редактор — Михаэль Вейс (Michael Weis). Расположение редакции и издательства — город Бюзум (земля Шлезвиг-Гольштейн, Германия). Периодичность выхода — 1 раз в 2 месяца. ISSN 0256-4416.

### Франкоязычный журнал
Франкоязычный «Inprecor» начал издаваться в Брюсселе в 1974 году. Затем его издание было перенесено во Францию в город Аржантёй, а затем в Монтрёй. В настоящее время издаётся французской секцией Четвёртого интернационала — Революционной коммунистической лигой в издательстве «Editions La Brèche» в Монтрё. Редактором журнала является Ян Малевский. Периодичность выхода — 1 раз в 2 месяца. ISSN 0294-8516.

### Испаноязычные журналы
Испаноязычный «Inprecor: correspondencia de prensa internacional» начал выходить в Брюсселе в мае 1974 года. Затем его выпуск был перенесен в Аржантёй, затем в Монтрё. Журнал издавался до февраля 1977 года. С марта по август 1977 года выходил вновь в Брюсселе под названием «Correspondencia de prensa internacional». С 1977 года международный журнал издавался в Мадриде испанской секцией Четвёртого интернационала — Революционной коммунистической лигой. В декабре 1977 — январе 1978 годах он выходил под названием «Perspectiva mundial», в 1979—1991 годах (с перерывами) — «Inprecor: correspondencia de prensa interacional».
В ноябре 1989 года в Монтрё в издательстве «Editions La Brèche» начался выпуск международного журнала для Латинской Америки: «Inprecor: correspondencia de prensa internacional para América Latina». Затем его издание было перенесено в Мехико (Мексика). Журнал выходил до 1995 года, вышло 50 номеров.
В 2003 году бразильская секция Четвёртого интернационала, — тенденция «Социалистическая демократия» в Партии труда, — начала издавать двуязычный журнал «Inprecor América Latina» — на испанском и португальском языках. Отношения между большинством бразильской секции и руководством интернационала фактически прервались в 2004 году в связи с дискуссией о политической тактике в Латинской Америке и существенными политическими разногласиями. Большинство секции, продолжившее действовать в качестве тенденции в Партии труда, выпускало журнал до января 2008 года, после чего начало издавать журнал «Perspectiva Internacional». Меньшинство бразильской секции, вышедшее из Партии труда и поддерживающее официальные отношения с Четвёртым интернационалом, начало выпуск журнала «Punto de Vista Internacional».

### Англоязычные журналы
Издание англоязычной версии журнала началось в 1974 году. Между 1973 и 1978 годами проходили фракционные разногласия между большинством Четвёртого интернационала во главе с Эрнестом Манделем, Пьером Франком и Ливио Майтаном и руководством американской СРП. В связи с этим, точка зрения, высказывавшаяся на страницах «Intercontinental Press» часто не совпадала с точкой зрения международного руководства. Англоязычный «Inprecor» начал выходить в Брюсселе в 1974 году. После прекращения дискуссии в интернационале в 1978 году произошло объединение англоязычных журналов «Inprecor» и «Intercontinental Press», — новый журнал стал называться «Intercontinental Press/Inprecor».
В начале 1980-х годов вновь вспыхнули разногласия между Объединённым секретариатом интернационала и руководством СРП. Тогда это привело к разрыву отношений между партией и интернационалом. Вместо «Intercontinental Press/Inprecor» (продолжал издаваться СРП до 1986 года) в 1982 году был учрежден теоретический журнал «International Marxist Review», а 1983 году — новостной «International Viewpoint».

### Журналы для Восточной Европы
В 1981 году в издательстве «Editions La Brèche» в парижском пригороде Монтрё началось издание журнала польском языке — «INpreKOR» — с подзаголовком Międzunarodowa korespondencja prasowa. В 1981—1990 годах тайно распространялся на территории Польской Народной республики. Активное участие в издании принимал Людвик Хасс. Журнал издавался до 1991 года. ISSN 0246-0807.
В 1985 году в Праге (тогда — Чехословакия) началось нелегальное издание чешской версии — «Inprecor» — с подзаголовком Informačni a analitycká revue, а затем — Časopis IV. Internacionály. ISSN 0294-8516.